# So nimm denn meine Hände

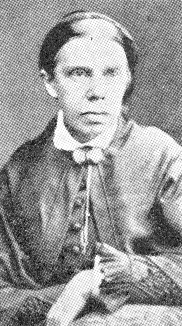
Julia Hausmann

So nimm denn meine Hände is een Duitstalig geestelijk lied op tekst van Julie Hausmann, op een eerder – voor een ander doel – gecomponeerde melodie van Friedrich Silcher. De tekst van het lied is in vele talen vertaald, waaronder het Nederlands (Neem, Heer, mijn beide handen) en het Engels (Take My Hand and Lead Me). De tekst werd in 1862 geschreven.

## Achtergrond
Julie Hausmann was de Duitstalige dochter van een onderwijzer in Riga. Zij zou hem, die op enig moment blind werd, tot het einde van zijn leven blijven verzorgen. Voordien was zij verloofd met een lutheraans predikant die zich had ingeschreven voor de zending in Afrika. Hausmann reisde haar verloofde achterna, maar eenmaal in Afrika aangekomen, moest ze vernemen dat haar verloofde enkele dagen daarvoor aan een infectieziekte was overleden. Hierop schreef ze de tekst van dit lied, dat niet toevallig, veel gezongen wordt bij uitvaartplechtigheden. Het lied thematiseert de hoop zich geborgen te weten in Gods barmhartigheid en vraagt God, letterlijk, ons bij de handen te nemen en te leiden. Het lied werd - in de Duitstalige versie (volgens Huub Oosterhuis "om hem te eren die als Duitser in staat was Nederlandse oorlogswonden te genezen") - gezongen tijdens de uitvaart van de Nederlandse prins-gemaal Claus van Amsberg.

## Tekst
So nimm denn meine Hände
Und führe mich
Bis an mein selig Ende
Und ewiglich!
Ich mag allein nicht gehen,
Nicht einen Schritt;
Wo du wirst gehn und stehen,
Da nimm mich mit.
In dein Erbarmen hülle
Mein schwaches Herz
Und mach es gänzlich stille
In Freud und Schmerz.
Lass ruhn zu deinen Füßen
Dein armes Kind;
Es will die Augen schließen
Und glauben blind.
Wenn ich auch gleich nichts fühle
Von deiner Macht,
Du bringst mich doch zum Ziele,
Auch durch die Nacht.
So nimm denn meine Hände
Und führe mich
Bis an mein selig Ende
Und ewiglich!